# Ураяма, Кириро
Кириро Ураяма (яп. 浦山桐郎 ураяма кириро:, 14 декабря 1930, Аиои, префектура Хиого, Япония — 20 октября 1985, Токио, Япония) — японский кинорежиссёр и сценарист. Один из ярких представителей Новой волны японского кино 1960-х годов.

## Биография
Родившийся в 1930 году в небольшом городке Аиои (префектура Хёго) Кириро Ураяма рано потерял родителей. Его мама умерла во время родов, и её сестра заменила мальчику мать, став его мачехой. Отец, работавший на судоверфи, покончил с собой, когда Кириро учился в третьем классе средней школы. Школьные годы Ураямы совпали с войной, он был мобилизован на трудовой фронт. После поражения Японии в войне, Кириро с мачехой жили довольно бедно и перебрались в Нагою, родной город его матери. Здесь он поступил в Нагойский университет на отделение французской литературы филологического факультета.
Ураяма был студентом четвёртого курса университета, когда ему на глаза попалось объявление кинокомпании «Сётику» об очередном наборе ассистентов режиссёров. В том же году пришли поступать на службу в кинокомпанию Нагиса Осима и Ёдзи Ямада. После подачи вступительного реферата Ураяма занял третье место, остальные экзамены тоже сдал неплохо (в комиссии в тот год были такие ведущие режиссёры компании, как Нобору Накамура и Хидэо Ооба). Однако на работу его не взяли по состоянию здоровья: врач («врач-шарлатан», по убеждению Ураямы) нашёл у него туберкулёз.
Ураяма отправился учительствовать в провинцию. Но летом 1954 года кинокомпания «Никкацу» также объявила конкурс на замещение вакантных должностей помощников режиссёров. И на этот раз удача была готова отвернуться от него — представитель дирекции «Никкацу», присутствовавший на экзамене, сказал: «Провалите его, он смахивает на коммуниста». В те годы это было тяжёлым обвинением. Коммунисты изгонялись из крупных японских кинокомпаний и раньше, но особенно активные гонения на «красных» начались после войны в Корее. Тем не менее Ураяма, чьё сходство с коммунистом, по его собственным словам, объяснялось лишь его редкой худобой, был принят на работу в кинокомпанию «Никкацу».
Среди работавших на студии в «Никкацу» режиссёров важную роль в его судьбе сыграл Юдзо Кавасима, у которого главным ассистентом в ту пору работал Сёхэй Имамура, а Ураяме пришлось исполнять функции второго помощника режиссёра. В течение восьми лет Кириро Ураяма был сначала в подмастерьях у Кавасимы, а затем, когда Сёхэй Имамура приступил к самостоятельным постановкам, он пригласил его к себе в ассистенты. В эти же годы Ураяма начал писать сценарии. К своей дебютной режиссёрской работе он сам написал сценарий, с которым ему помогал и Имамура. Его дебютная работа «Город сотен домн» (1962, с участием популярной молодой звезды экрана Саюри Ёсинаги) имела громкий резонанс и молодого режиссёра сразу причислили к «Новой волне» японских кинематографистов. Первая работа обратила на себя внимание уверенностью режиссёрской трактовки избранного жизненного пласта, она получила премию Ассоциации кинорежиссёров Японии, премию «Голубая лента» и вошла в десятку лучших картин года по мнению критиков журнала «Кинэма Дзюмпо», заняв почётное второе место. Фильм был отобран для участия в конкурсе Каннского кинофестиваля.
Не меньший резонанс имела и следующая работа молодого режиссёра. Фильм «Испорченная девчонка» (1963), представленный от Японии на конкурс III Московского кинофестиваля был награждён Золотым призом. Затем было длительное молчание, только спустя шесть лет в 1969 году на экраны выйдет его третий фильм «Женщина, которую я бросил» (по роману Сюсаку Эндо), признанный одним из шедевров режиссёра. В начале 1970-х Кириро Ураяма ушёл из кинокомпании «Никкацу», оказавшейся на грани банкротства и пытавшейся выжить за счёт переориентации кинопродукции на Pinku eiga (мягкое порно). И вновь перерыв на шесть лет, после чего в 1975—1977 годах на экранах появилась дилогия «Врата молодости» (по бестселлеру Хироюки Ицуки), а в 1979 году анимационная картина «Таро, сын дракона», награждённая в том же году Серебряным призом детского конкурса XI Международного кинофестиваля в Москве. В 1980 году Ураяма вновь обратился к детскому кинематографу, сняв киноленту «Дитя солнца».
В 1983 году Ураяма поддался на уговоры бывших хозяев и снял для «Никкацу» эротическую мелодраму «Тёмная комната». В 1985 году был снят последний фильм режиссёра — драма об атомной бомбардировке Хиросимы «Дневник Юмэтиё», в которой он вновь предложил главную роль актрисе Саюри Ёсинаге. Спустя пять месяцев после съёмок этого фильма Кириро Ураяма умер от острой сердечной недостаточности в возрасте 54 лет.

## Фильмография
| Год         | Название по-русски                                                                                        | Оригинальное название | Название на ромадзи         | Английское название в международном прокате | Исполнители главных ролей                           |
| ----------- | --- | --------------------- | --------------------------- | ------------------------------------------- | --------------------------------------------------- |
| 1960-е годы | |                       |                             |                                             |                                                     |
| 1962        | «Город сотен домн» («Город, где льют чугун», «Город купола»; в прокате СССР — «Всегда существует завтра») | キューポラのある街    | Kyupora no aru machi        | Foundry Town                                | Саюри Ёсинага, Эйдзиро Тоно, Мицуо Хамада           |
| 1963        | «Испорченная девчонка»                                                                                    | 非行少女              | Hikô shôjo                  | Each Day I Cry                              | Масако Идзуми, Мицуо Хамада, Таниэ Китабаяси        |
| 1969        | «Женщина, которую я бросил»                                                                               | 私が棄てた女          | Watashi ga suteta onna      | The Girl I Abandoned                        | Тюитиро Каварадзаки, Харуко Като, Рурико Асаока     |
| 1970-е годы | |                       |                             |                                             |                                                     |
| 1975        | «Врата молодости»                                                                                         | 青春の門              | Seishun no mon              | The Gate of Youth                           | Кэн Танака, Тацуя Накадай, Саюри Ёсинага            |
| 1977        | «Врата молодости. Независимость»                                                                          | 青春の門 自立篇       | Seishun no mon: Jiritsu hen | The Gate of Youth Part 2                    | Кэн Танака, Синобу Отакэ, Акира Кобаяси             |
| 1979        | «Таро, сын дракона» (анимэ)                                                                               | 龍の子太郎            | Tatsu no ko Tarô            | Taro the Dragon Boy                         | озвучка: Кадзуо Китамура, Саюри Ёсинага, Кирин Кики |
| 1980-е годы | |                       |                             |                                             |                                                     |
| 1980        | «Дитя солнца»                                                                                             | 太陽の子てだのふあ    | Taiyo no ko teda no fua     | Child of the Sun                            | Синобу Отакэ, Тёдзиро Каварадзаки, Маюми Одзора     |
| 1983        | «Тёмная комната»                                                                                          | 暗室                  | Anshitsu                    | Dark Room                                   | Гэндзи Симидзу, Маюми Миура, Риэ Кимура             |
| 1985        | «Дневник Юмэтиё»                                                                                          | 夢千代日記            | Yumechiyo nikki             | Yumechiyo                                   | Саюри Ёсинага, Кинъя Китаодзи, Кирин Кики           |

## Комментарии
1. ↑  В советском прокате фильм демонстрировался с мая 1964 года под названием «Всегда существует завтра», р/у Госкино СССР № 1074/64 (до 1 апреля 1974 года) — опубликовано: «Каталог фильмов действующего фонда. Выпуск II: Зарубежные художественные фильмы», Инф.-рекл. бюро упр. кинофикации и кинопроката комитета по кинематографии при Совете министров СССР, М.-1972, стр. 24.
2. ↑  В советском прокате фильм демонстрировался с июня 1965 года, р/у Госкино СССР № 1032/65 (до 1 февраля 1972 года) — опубликовано: «Каталог фильмов действующего фонда. Выпуск II: Зарубежные художественные фильмы», Инф.-рекл. бюро упр. кинофикации и кинопроката комитета по кинематографии при Совете министров СССР, М.-1972, стр. 56—57.
3. ↑  В советском прокате фильм демонстрировался с мая 1981 года, р/у Госкино СССР № 2312/80 (до 10 сентября 1987 года) — опубликовано: "Аннотированный каталог фильмов, выпущенных в 1981 году. В/О «Союзинформкино», Госкино СССР, М.-1982, стр. 153.